# عدم تعین (فلسفه)
عدم تعین (عدم ضرورت)  (به انگلیسی: Indeterminism) نقیض حتمیت یا قطعیت و جبر علمی است و عبارت است از اعتقاد به اینکه پدیدارهای طبیعی و انسانی تابع قانون و نظام نیست.
عدم تعین بر دو قسم است:
۱- عدم تعین ذهنی که عبارت است از اعتقاد به اینکه عقل نمی‌تواند از حوادث طبیعت خبر دهد زیرا علل و معلولات طبیعی را نمی‌شناسد. عقل به پیروی طبیعت از یک نظام ثابت، ایمان دارد، اما به موقع خود متوجه می‌شودکه به شناخت این نظام قادر نیست. انسان‌ها به تعبیر و تفسیرهای ذهنی خود از موقعیت واکنش نشان می‌دهند.
۲- عدم تعین عینی که عبارت است از نفی مطلق تعین پدیدارهای طبیعی و انسانی. بعضی دانشمندان جدید، تعین و جبر علمی را مورد انتقاد قرار داده و گفته‌اند در طبیعت مجموعه‌هائی از نیروها وجود دارد که از ترکیب آنها نتایجی به وجود می‌آید که امکانشان در حد تساوی است و هیچ‌یک بر دیگری ترجیح ندارد. آنها این مجموعه‌ها را مراکز بی‌تعین نامیده‌اند.
معتقدان به بی‌تعینی ذهنی مشاهده کرده‌اند که ناتوانی عقل از احاطه بر امور، علت ناآگاهی آن است، اما معتقدان به بی‌تعینی عینی معتقدند ناتوانی عقل از آگاه شدن بر امور ناشی از طبایع اشیاء است. زیرا در نظر آنان حرکات ذرات و اجزاء اتم ها تابع نظام ثابتی نیست. این بی‌تعیّنی نوع دوم، راه را برای آزادی باز می‌کند، به‌طوری که اراده انسان، در پرتو آن، قادر است که افعال خود را خود بیافریند. با وجود این، عقیده به بی‌تعینی موجب قول به اختیاری است که ایجاب می‌کند که اراده علت اولی و غیر مقید به اسباب و شروط پیشین باشد. این را بی‌تعیّنی مطلق گویند و این مفهوم سلبی اختیار است. زیرا بی‌تعینی، فعل ارادی را همچون حادثه‌ای بی‌علت می‌نمایاند، اما اختیار اراده را علت اولی فعل قرار می‌دهد.